# Andy Ernst
Andy Ernst, conosciuto anche come Andro Ernst (San Francisco, ...), è un produttore discografico ed ingegnere acustico statunitense, proprietario dello studio di registrazione Art of Ears di San Francisco, California.
Avendo lavorato per lo più con gruppi punk rock, i suoi lavori più riconosciuti sono stati quelli con i Green Day, i Rancid e gli AFI.

## Discografia di produzione
- Sass - I Only Wanted to Love You / Do It (singolo) (20th Century) (1976)
- Andro & Ross - Should've Known Better / You're My Girl (12”) (Bogart) (1989)
- Green Day - 1,000 Hours (EP) (1989)
- Green Day - 39/Smooth (Lookout! Records) (1990)
- Green Day - Slappy (EP) (Lookout! Records) (1990)
- Mc Sway & Dj King Tech - Follow 4 Now (All City) (1990)
- David Diebold & Kim Cataluna - White Rabbit (Megatone) (1990)
- Sway & King Tech - Concrete Jungle (Giant Records) (1991)
- Green Day -  1,039/Smoothed Out Slappy Hours (Reprise Records) (1991)
- Screeching Weasel - My Brain Hurts (Lookout! Records) (1991)
- Rancid - Rancid (EP) (Lookout! Records) (1992)
- Fifteen - Swain's First Bike Ride (Lookout! Records) (1992)
- Green Day - Kerplunk (Reprise Records) (1992)
- Screeching Weasel - Anthem for a New Tomorrow (Lookout! Records) (1993)
- Nuisance - Sunny Side Down (Lookout! Records) (1993)
- Big Rig - Expansive Heart (EP) (Lookout! Records) (1994)
- $wingin' Utter$ - The Streetsof San Francisco (New Red Archives) (1994)
- The Wynona Riders - J.D. Salinger (Lookout! Records) (1995)
- Screw 32 - Unresolved Childhood Issues (Wingnut) (1995)
- Screeching Weasel - Kill the Musician (Lookout! Records) (1995)
- AFI- Answer That and Stay Fashionable (Wingnut) (1995)
- The Hi-Fives - Welcome to my Mind (Lookout! Records) (1995)
- The B.U.M.S. - Lyfe' n' Tyme (Priority) (1995)
- Malo - Senorita (Crescendo) (1995)
- Good Riddance / Ignite (EP) (Revelation Records) (1996)
- AFI - Shut Your Mouth and Open Your Eyes (Nitro Records) (1997)
- Link 80 - 17 Reasons (Asian Man Records) (1997)
- The Hi-Fives - And a Whole Lotta You (Lookout! Records) (1997)
- The Force - I Don't Like You Either (Spider Club) (1997)
- Hayride to Hell - Hayride to Hell (Nervous) (1997)
- Redemption 87 - All Guns Poolside (1998)
- West African Highlife Band - Salute to Highlife Pioneers (Inner Spirit) (1998)
- Tiger Army - Tiger Army (Hellcat Records) (1998)
- Fred Ross - Dignity (Strokeland) (1998)
- AFI- A Fire Inside (EP) (Adeline Records) (1998)
- AFI - All Hallow's (EP) (Nitro Records) (1999)
- AFI - Black Sails in the Sunset (Nitro Records) (1999)
- Link 80 - The Struggle Continues (Asian Man Records) (1999)
- The Missing 23rd- ctrl+alt+del (Sessions) (2000)
- The Nerve Agents- Days Of The White Owl (Revelation Records) (2000)
- The Nerve Agents - The Butterfly Collection (Hellcat Records) (2001)
- AFI - The Art of Drowning (Nitro Records) (2000)
- Tiger Army - The Power of Moonlite (Hellcat Records) (2001)
- Groovie Ghoulies - Freaks On Parade (Stardumb) (2001)
- Pipedown - Enemies of Progress (AF) (2001)
- Fury 66 - Red Giant Evolution (Sessions) (2001)
- Jet Lag - Lonely Kings (Sessions) (2001)
- Tilt - Been Where? Did What? (Fat Wreck Chords) (2001)
- Nigerian Brothers - Sons from the Village (Inner Spirit) (2001)
- Diabolical Exploits - Diabolical Exploits (Substandard) (2001)
- Pipedown - Mental Weaponry (AF) (2003)
- Said Radio - Tidal Waves and Teeth (Mankind) (2007)
- Set Off - Just Please Stop Sceaming (Felony) (2007)
- Set Of f- Constructive Instability (2009)
- Batching It - Homage (2010)